# Magnezijev karbonat
Magnezijev karbonat (kemijska formula MgCO3), bela trdnina, v naravi kot mineral magnezit. Uporabljajo ga kot antacid in kot sušilno sredstvo v solnicah, Kot deževnica, ki vsebuje ogljikov dioksid, teče po magnezitu, se karbonat raztaplja v magnezijev  hidrogenkarbonat (karbonatna trdota vode, trda voda): 
H2O + CO2 + MgCO3  = Mg(HCO3)2